# Tiberio Ávila Rodríguez
Tiberio Ávila Rodríguez (Viana do Bolo, 28 d'octubre de 1843 – Barcelona, 15 de juliol de 1932) fou un polític republicà, advocat, farmacèutic i pintor gallec.

## Biografia
Va emigrar a Madrid per a estudiar farmàcia i treballar a l'Hospital de la Princesa de Madrid. Quan es produí la revolució de 1868 Sagasta va subhastar la farmàcia i el cessà; Ávila aprofità aquest fet per a llicenciar-se en dret civil i canònic alhora que estudiava art a la Reial Acadèmia de Belles Arts de San Fernando gràcies a una beca de la Diputació d'Ourense. Fou company d'Antoni Maura i Montaner i José Sánchez Guerra y Martínez. Es va fer amic d'Amadeu I de Savoia quan li va fer un retrat, però quan aquest va abdicar es va fer republicà. De fet, fou elegit diputat pel districte de Valdeorras a les eleccions generals espanyoles de 1873. Durant el seu mandat fou secretari de Nicolás Salmerón. Com a president de la Sociedad Abolicionista va participar en una iniciativa parlamentària per a prohibir les curses de braus.
El 1874, quan fracassà la Primera República Espanyola, Ávila es va retirar a Galícia. Però després va retornar a Madrid per treballar d'advocat. El 1888 va signar el Manifiesto Republicano. Lògicament, es va acostar al centralisme de Salmerón mentre actuava de secretari de la direcció del seu Partido Republicano Centralista.
Es va instal·lar a Barcelona, on el 1890 fou nomenat professor i més tard catedràtic d'Anatomia artística, de l'Escola de Belles Arts de Barcelona, on treballà fins a la seva jubilació el 1931. Un dels seus deixebles més famosos va ser Pablo Picasso. En aquesta època també va dirigir la publicació La República i fou el president del Centro Nacional Español. El 7 d'abril de 1892, juntament amb Francisco Bastón i Cortón, fundà el Centre Gallec de Barcelona. Fou escollit novament diputat per Barcelona a les llistes d'Unió Republicana a les eleccions generals espanyoles de 1893, i el 1897 va entrar a la comissió permanent del partit Fusión Republicana (que havia substituït el Partido Centralista). A més a més, el 1901 fou escollit també regidor de l'ajuntament.
Va prendre iniciatives perquè es posi en pràctica campanyes de vacunació popular, es creï una borsa de treball, eximir Barcelona del pagament d'impostos a causa dels amplis terrenys oberts amb l'enderroc de les antigues muralles així com per la construcció de l'Hospital Militar de Barcelona.
El novembre del 2007 es va descobrir una placa commemorativa al Centre Gallec de Barcelona. A l'ocasió de la festa de san Froilà el 3 d'octubre del 2009 es van inaugurar a la barri d'Horta de Barcelona en la seva memòria els «Jardins Tiberio Àvila». El 2010 la diputació d'Ourense va encarregar els autors  Manoel Carrete i Xulio Cougil de realitzar-ne una biografia. El 2011 es va inaugurar un museu dedicat a ell a la seva localitat natal.